# 유교항 (거제시)
유교항(鍮橋港)은 경상남도 거제시 사등면 창호리에 있는 어항이다. 1972년 2월 23일 지방어항으로 지정하여 관리하고 있다. 시설관리자는 거제시장이다.

## 어항 연혁
유교마을은 가조도의 북동단에 위치하여 대구오의 풍오로 어린이도 엽전을 가지고 다니는 잘사는 갯마을이고 옛날 아랫마을과의 사이에 ‘쇳다리’를 놓았다 하여 ‘놋다리’라 전래되어 ‘유교’(鍮橋)라하였다.

## 어항 시설
- 방파제 295m
- 물양장 120m

## 주요 어종
- 멸치, 활어, 패류

## 사진

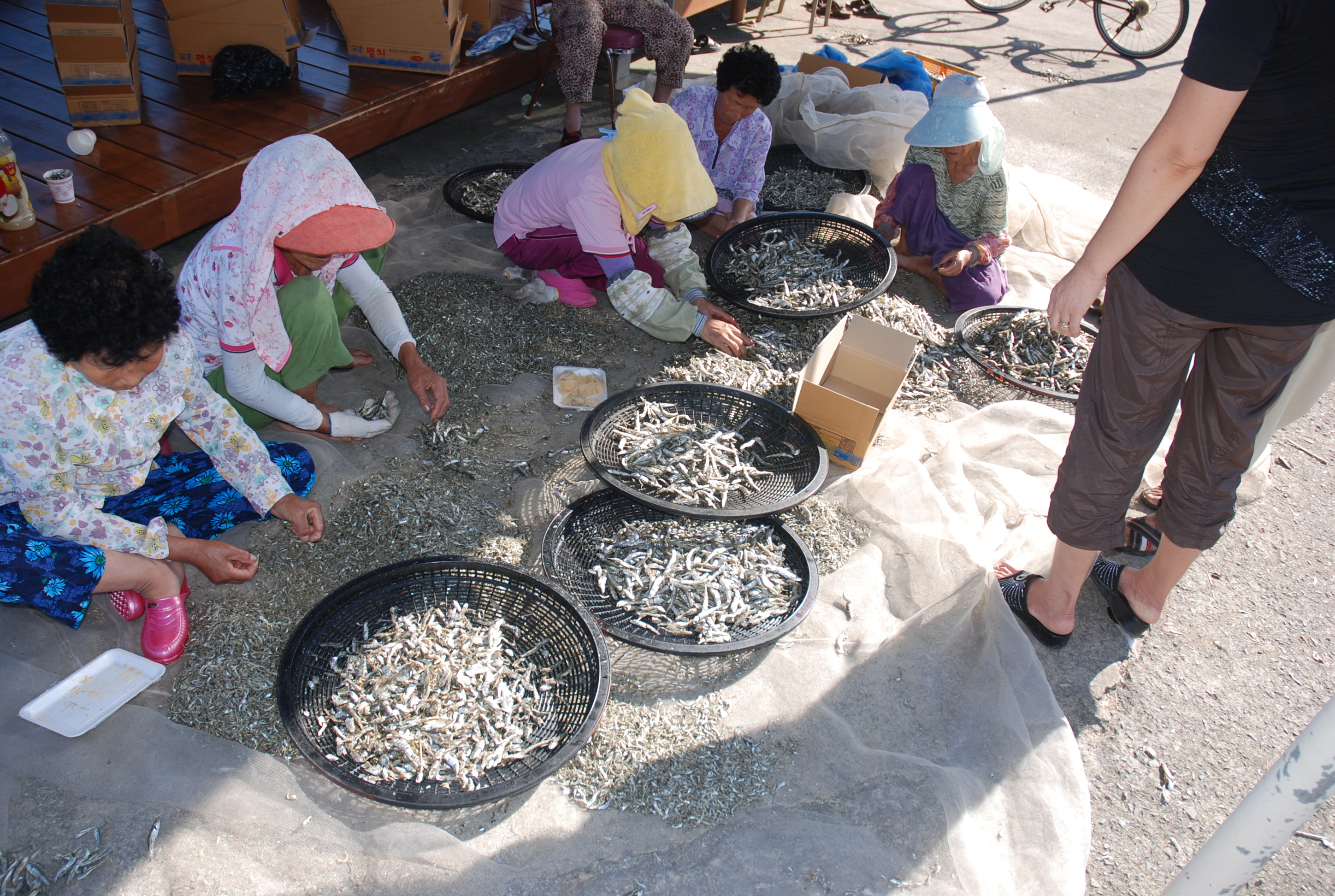
유교마을의 멸치 건조
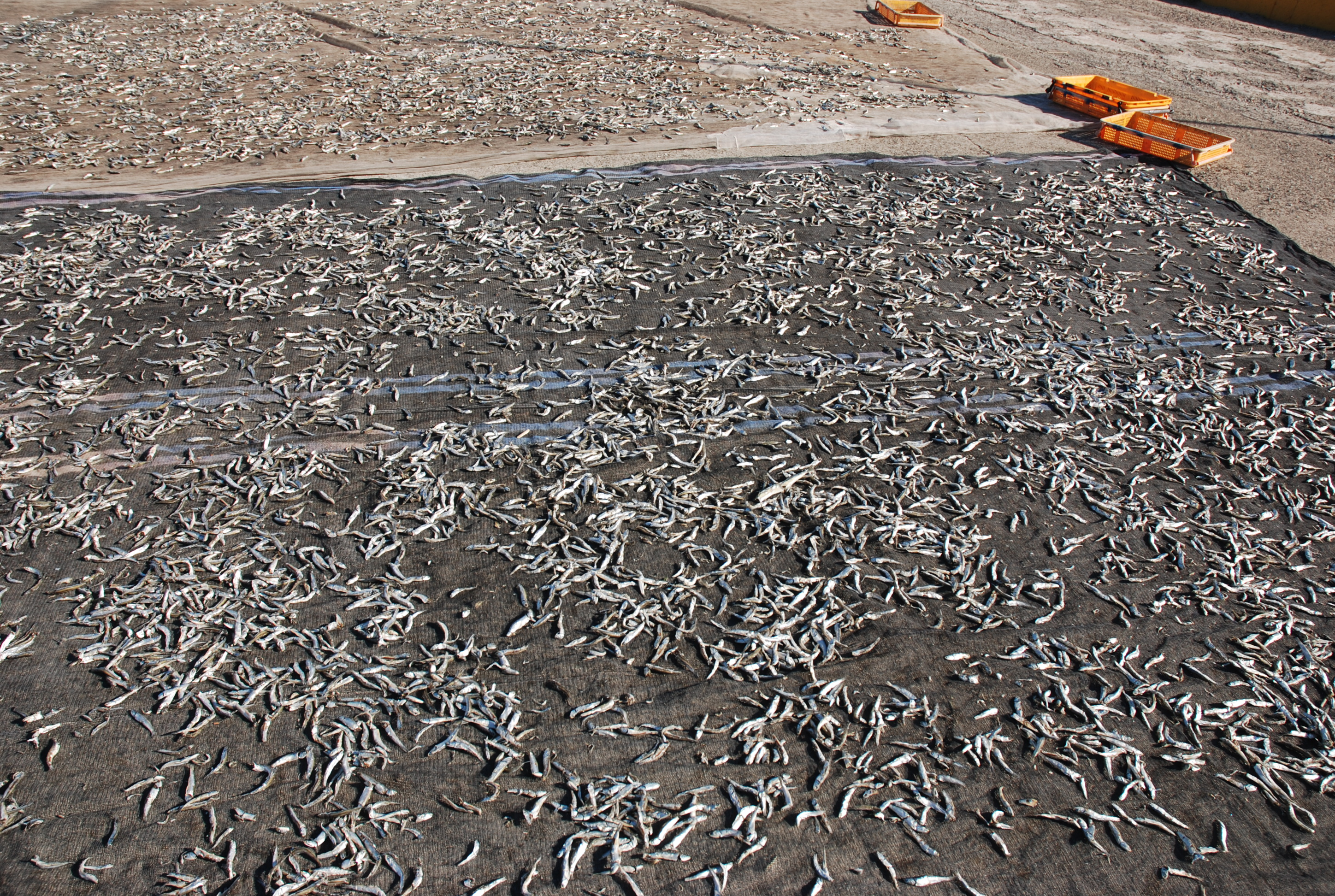
유교마을의 멸치 건조
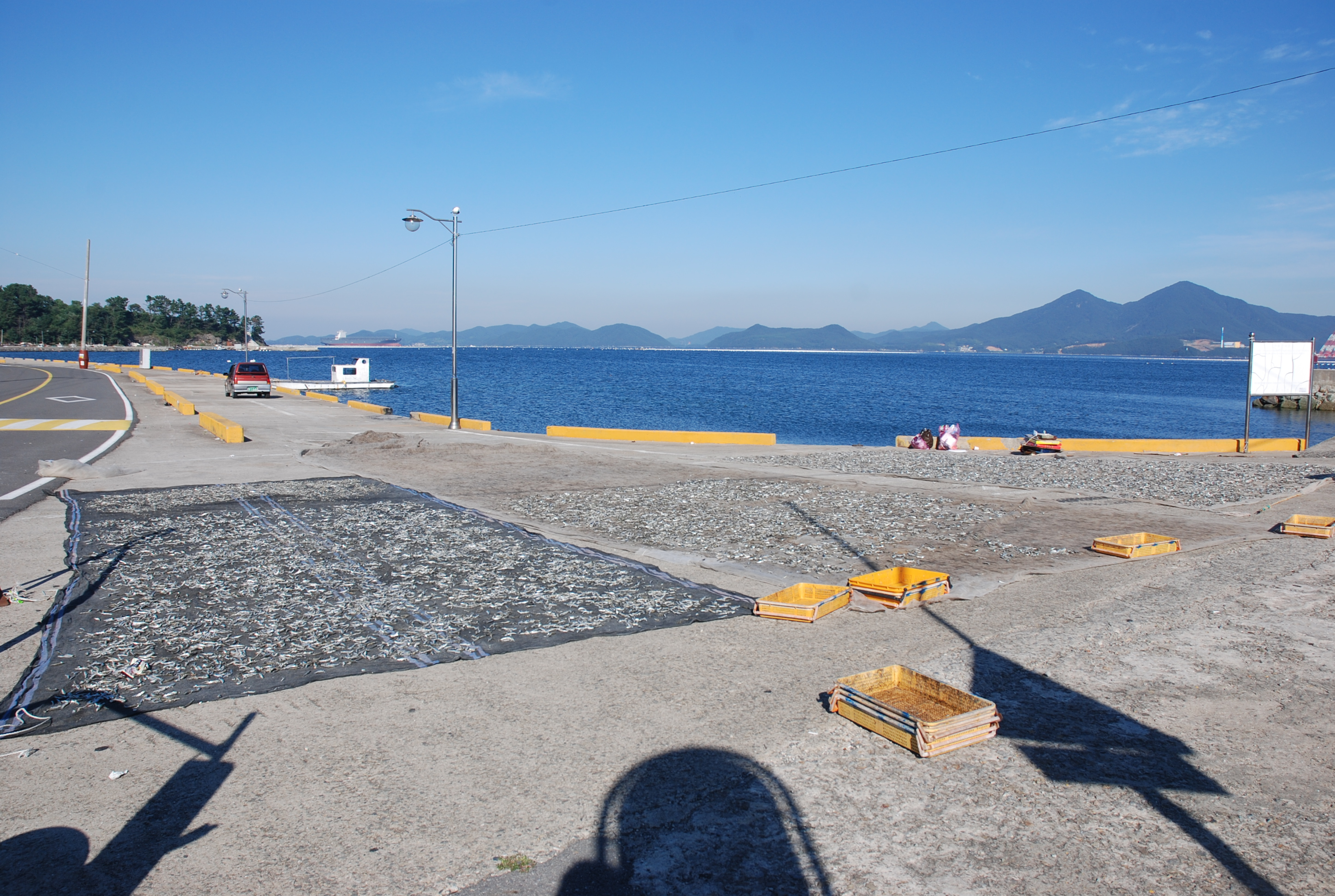
유교항
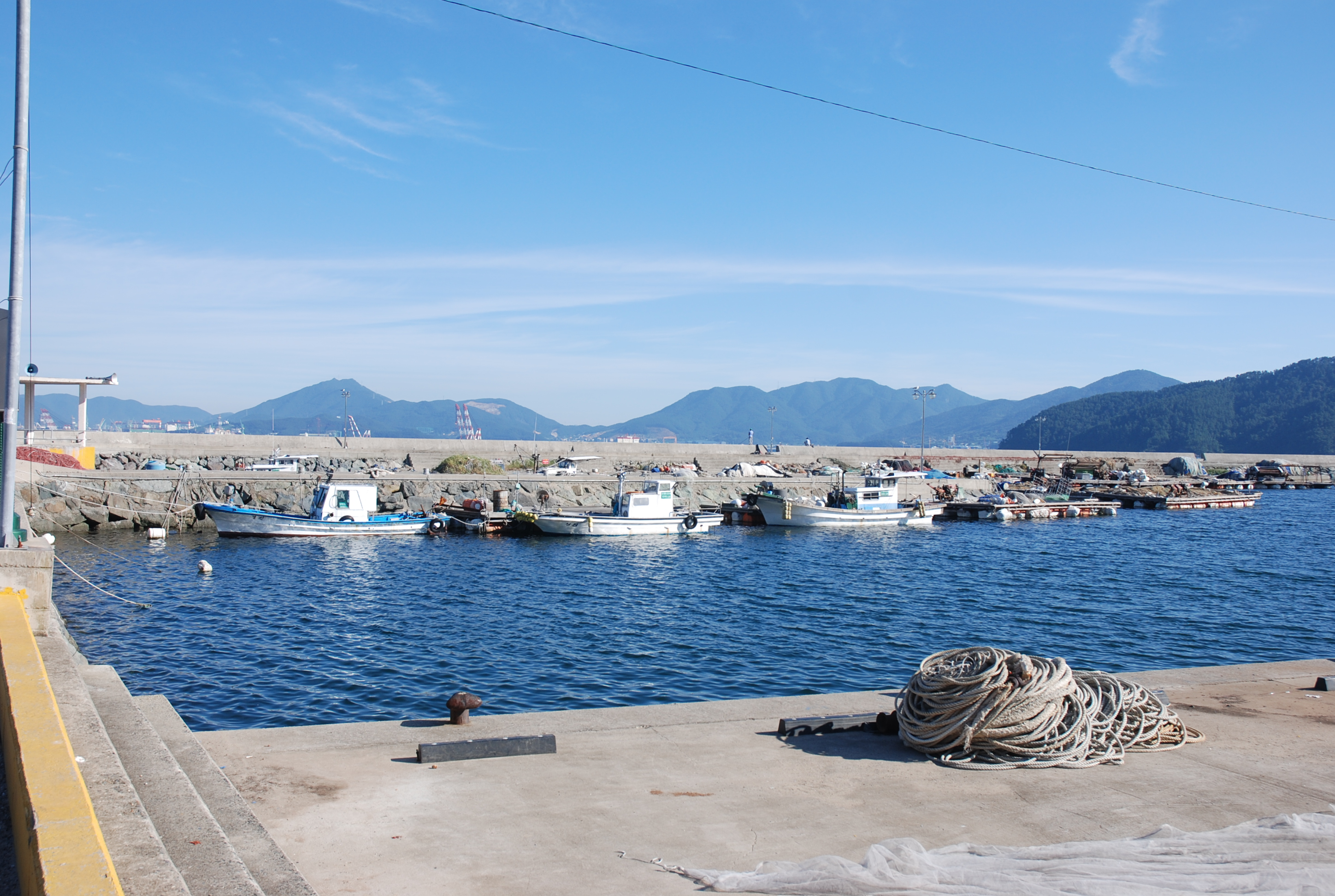
유교항
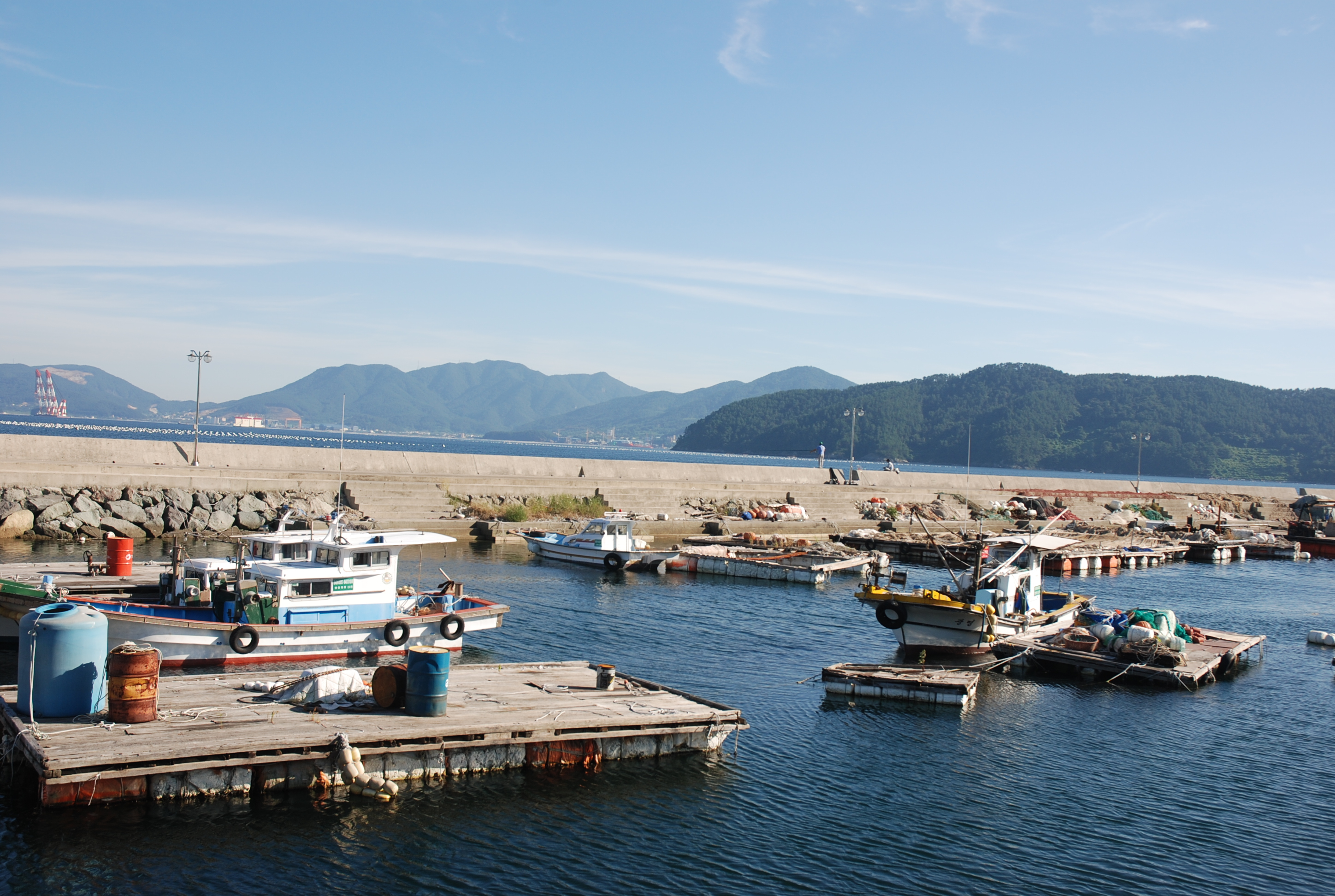
유교항
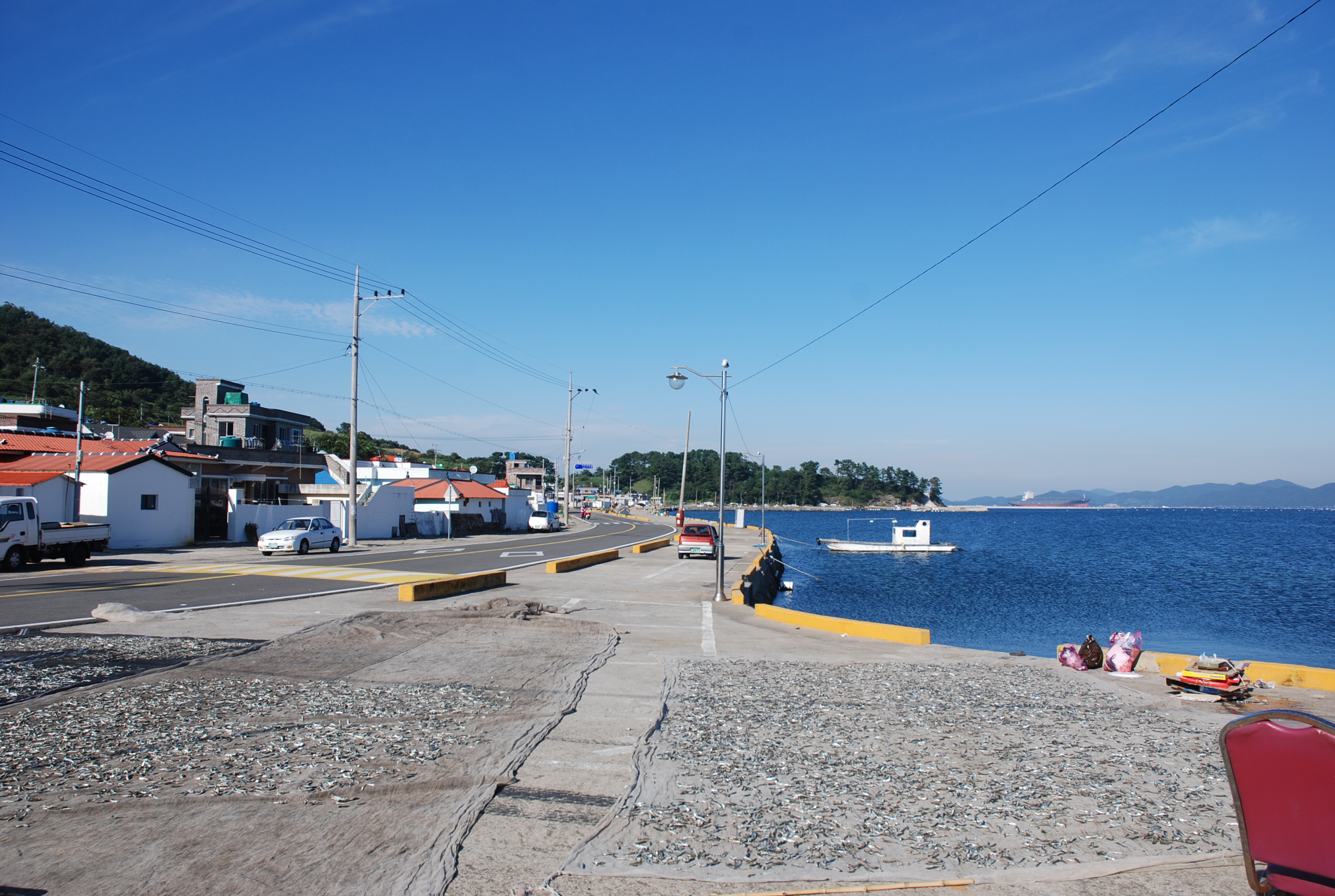
유교마을
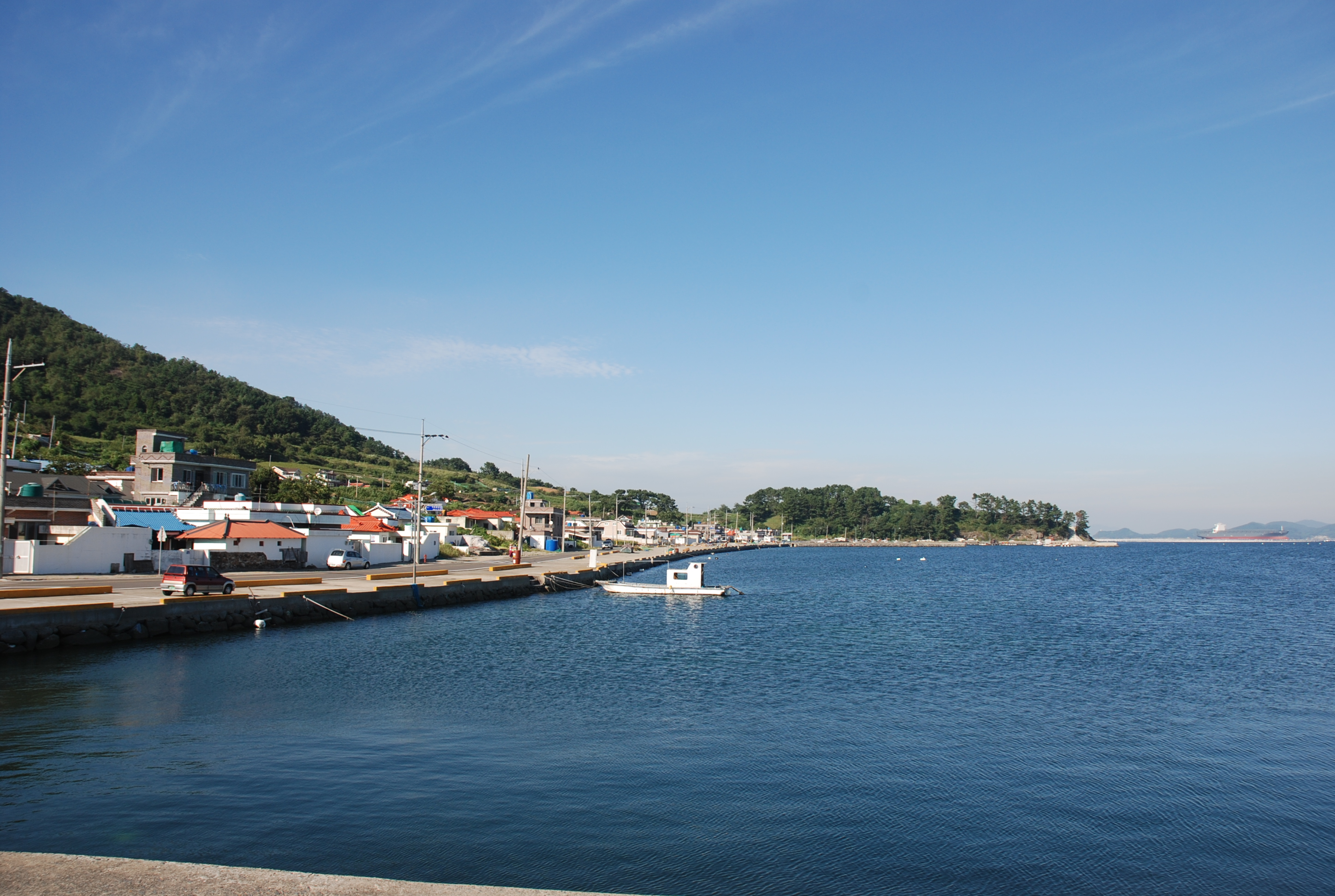
유교마을
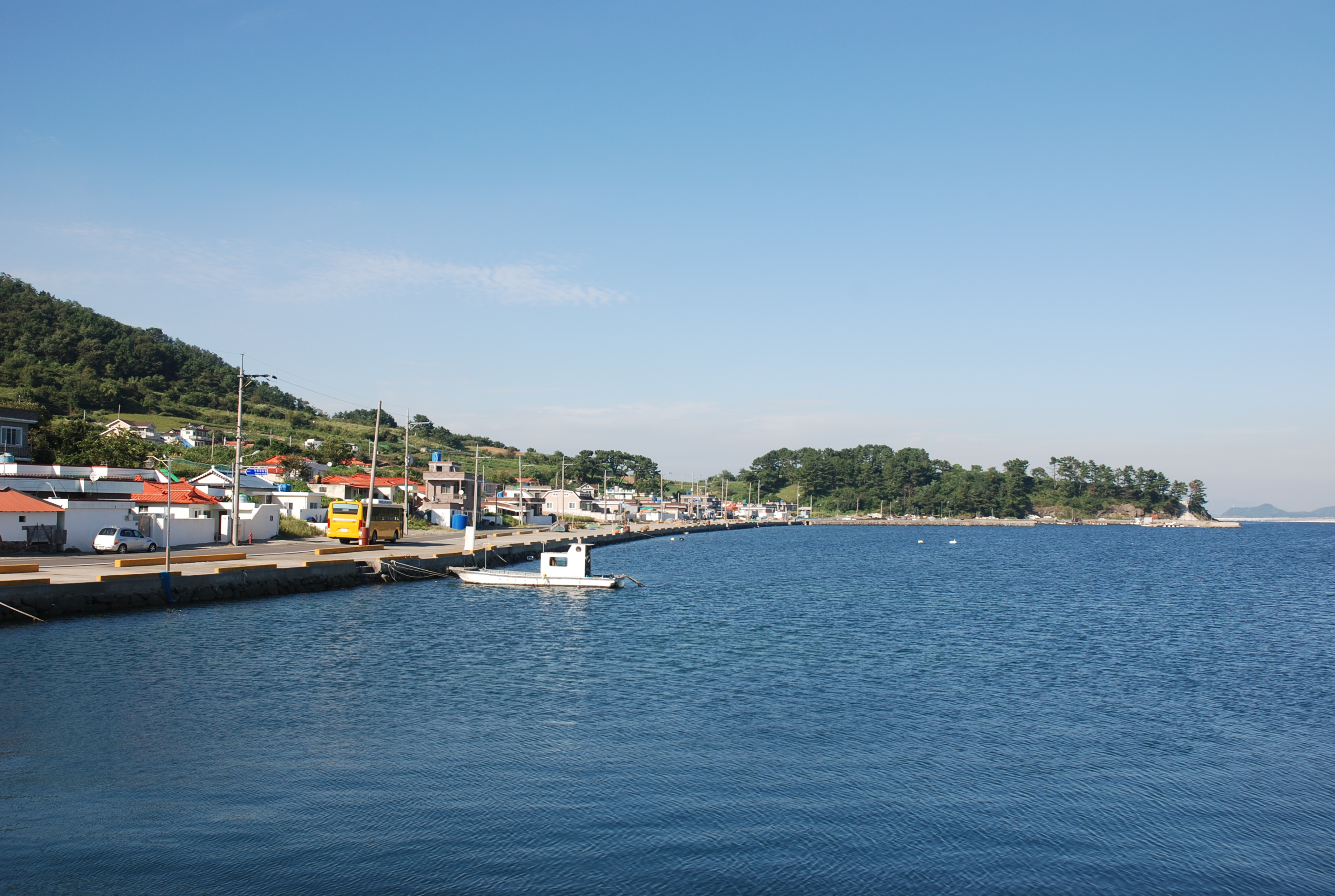
유교마을
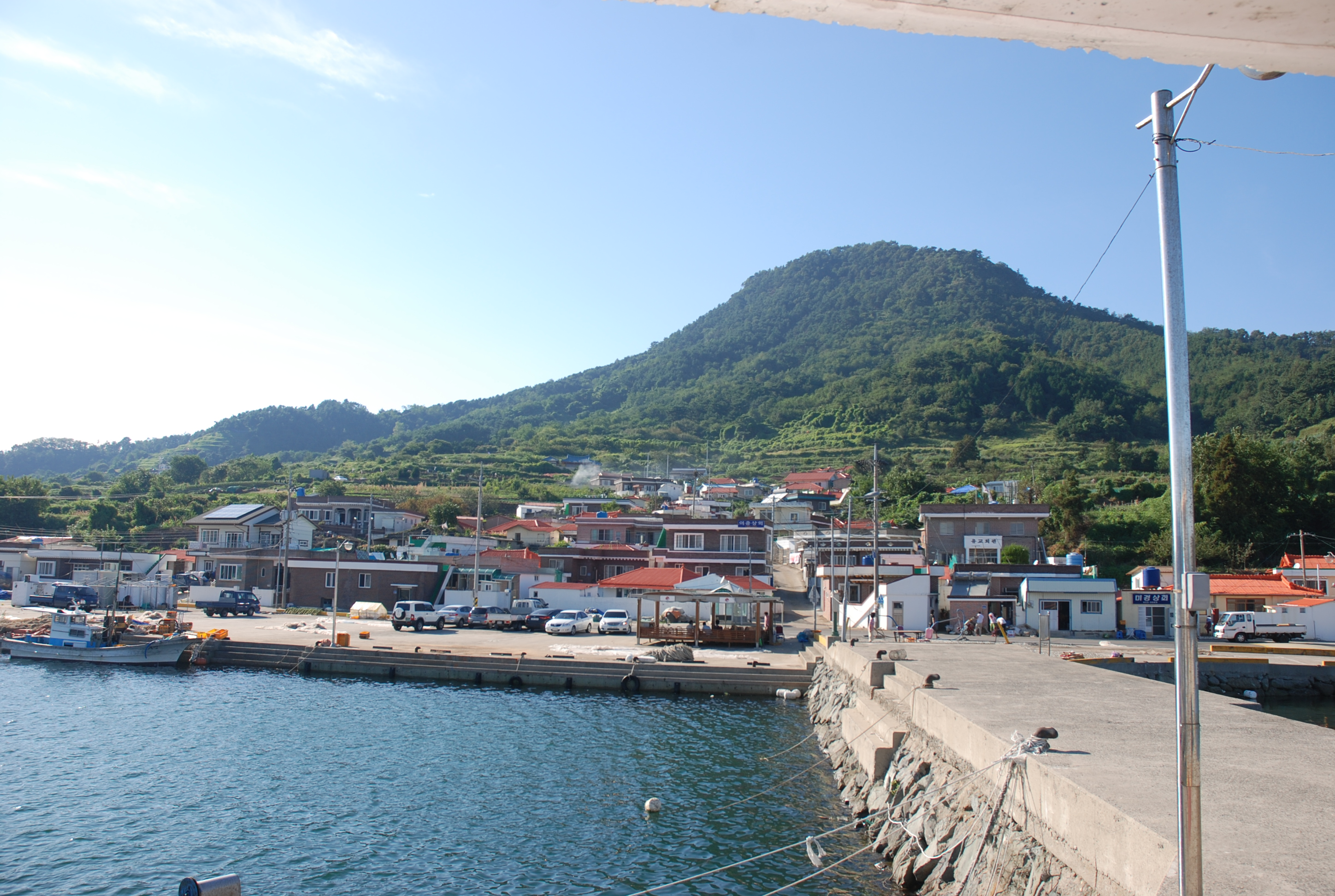
유교마을 방파제
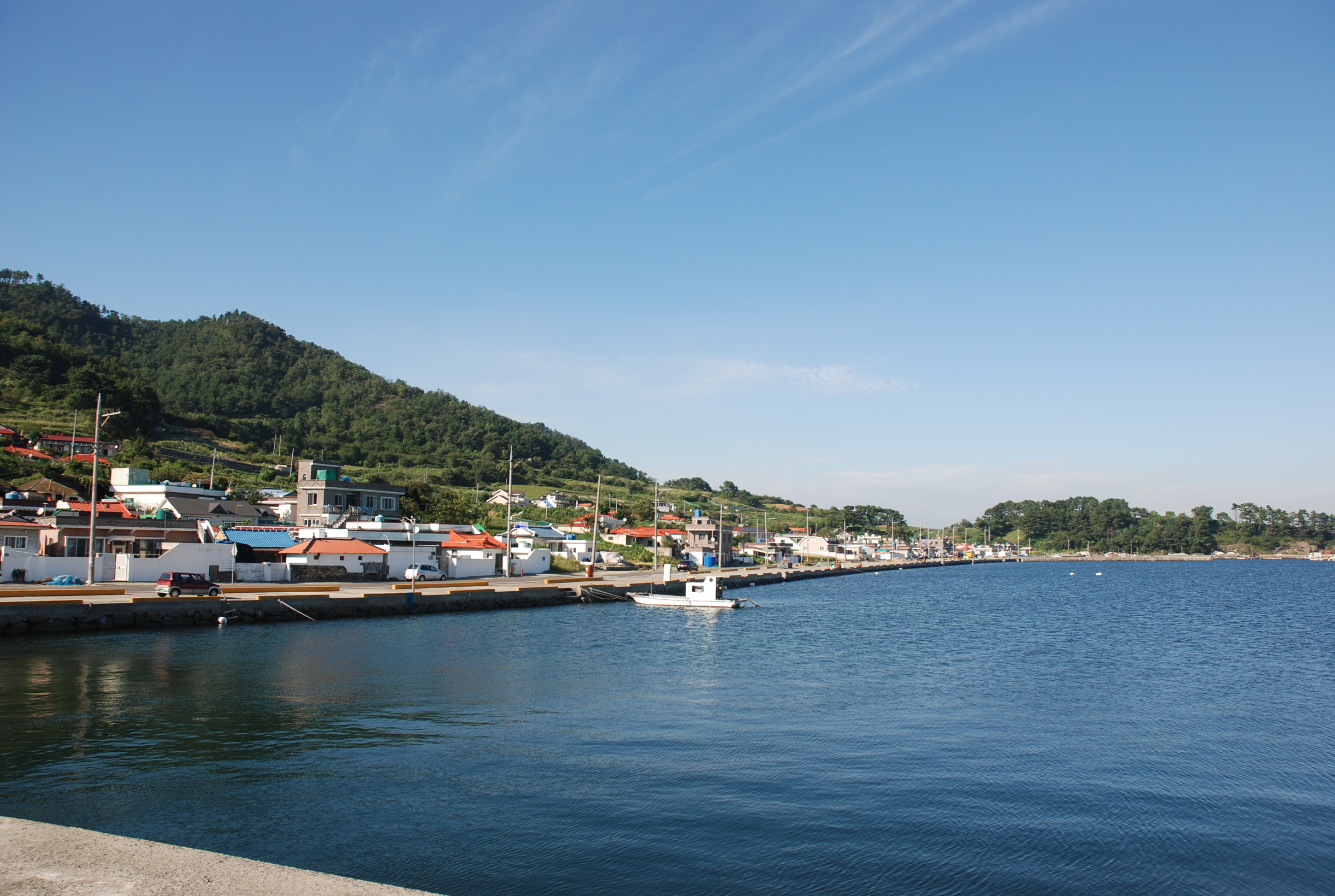
유교마을 방파제
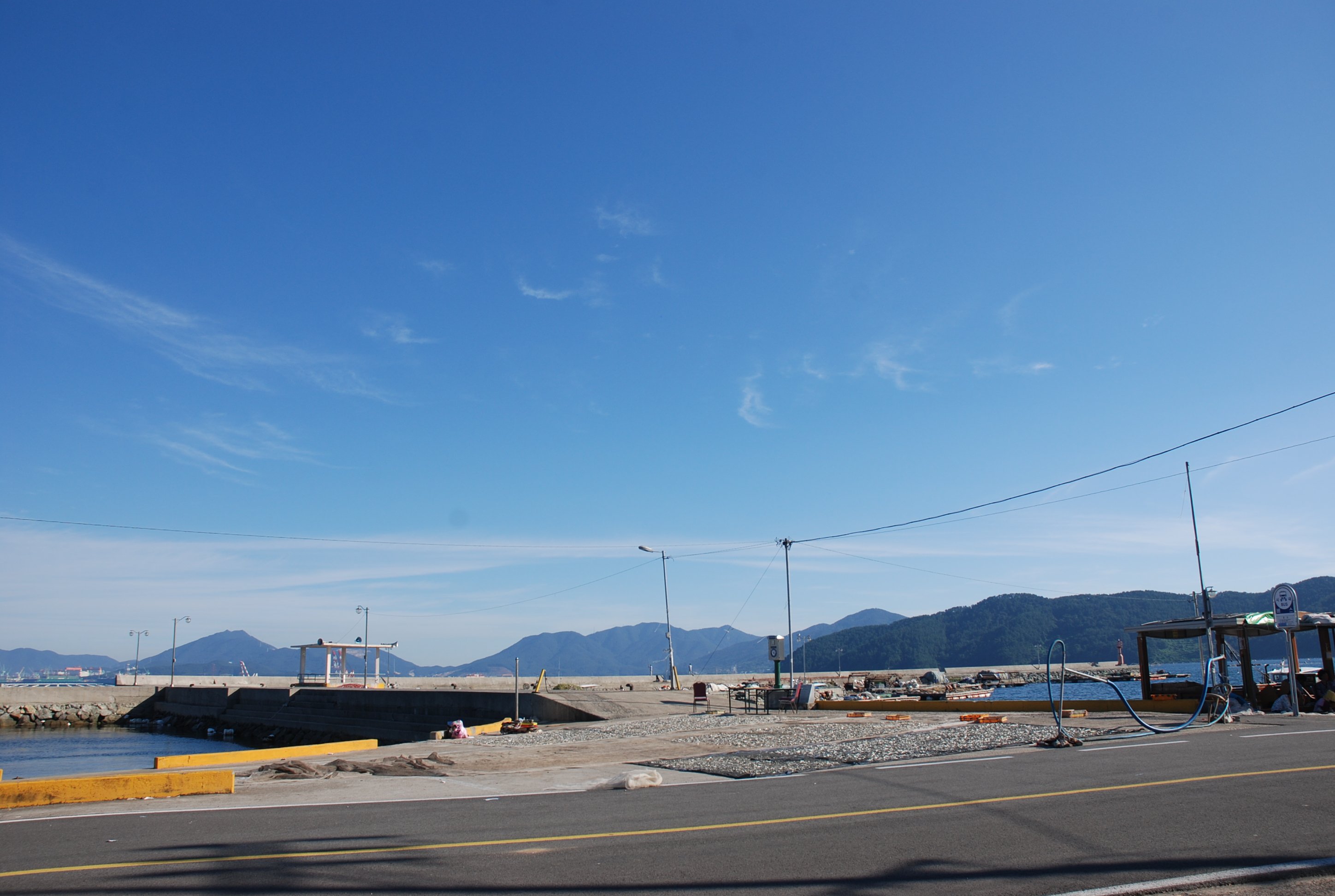
유교마을 방파제
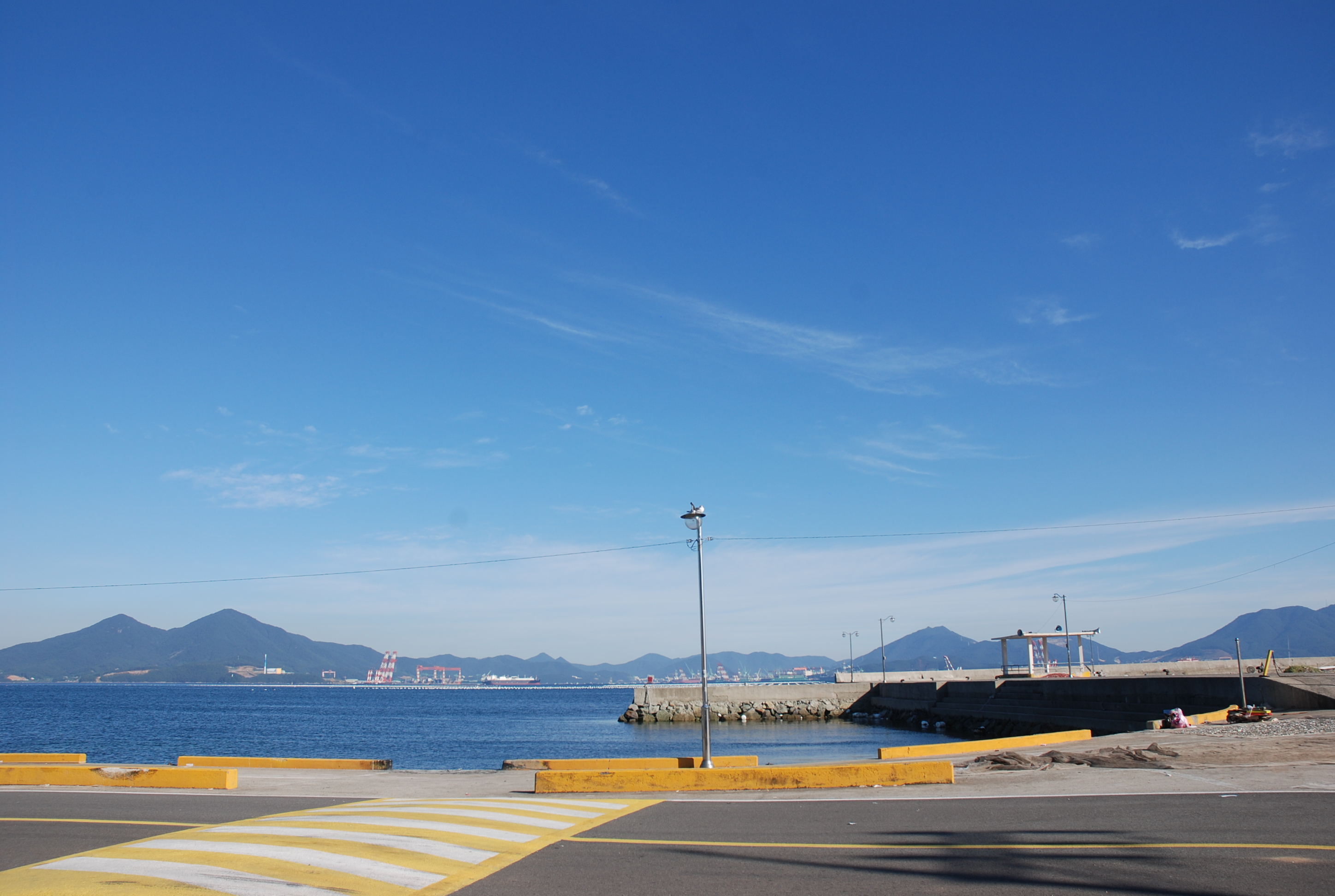
유교마을 방파제